# Fostoria, Ohio
Fostoria là một thành phố thuộc quận Seneca, tiểu bang Ohio, Hoa Kỳ. Năm 2010, dân số của thành phố này là 13441 người.

## Dân số
- Dân số năm 2000: 13931 người.
- Dân số năm 2010: 13441 người.